# 대창발가
대창발가(大昌勃價, ?~?)는 발해의 왕족이다.

## 생애
발해 무왕의 동생이며, 725년 5월, 당나라에 발해의 사신으로 가서 당 현종으로부터 좌위위원외장군(左威衛員外將軍)으로 제수되며 자포금대(紫袍金帶)와 어대(魚袋)를 받고 당나라에 숙위(宿衛)로서 머물게 되었다.
727년 4월, 당 현종이 그가 너무 오래 숙위로 당나라에 있다며 발해로 돌려보냈으며, 그를 양평현개국남(襄平懸開國男)으로 봉하고, 비단 50필을 주었다.